# Łukowisko
Łukowisko is een plaats in het Poolse district  Bialski, woiwodschap Lublin. De plaats maakt deel uit van de gemeente Międzyrzec Podlaski en telt 330 inwoners.